# MusicaNeo
MusicaNeo é uma plataforma global de música on-line para publicação gratuita e venda de partituras digitais e licenças de execução. A plataforma serve para todas as categorias de amantes da música – compositors profissionais, arranjadores, professores, regentes, autores, editors de texto, bem como músicos amadores.

## Background
O projeto foi iniciado e é mantido pelo Load.CD GmbH . Esta empresa privada foi fundada pelo CEO Kisters Friedrich e está em funcionamento desde 2003. A matriz está baseada em Kreuzlingen, na Suíça, mas a equipe do projeto é internacional: compreende especialistas musicais, gerentes de conteúdo e programadores. Já em 2003, o projeto começou com o nome de Load.CD no momento em que os CDs estavam no pico. No entanto, no ano 2012 ocorreu uma reformulação completa da plataforma, que, acima de substanciais melhorias técnicas trouxe a mudança de nome - MusicaNeo.

## Principais Características
Atualmente, mais de 500 vendedores individuais estão oferecendo mais de 160 000 partituras individuais por meio do serviço MusicaNeo. Cada usuário registrado recebe um site pessoal livre com um endereço exclusivo onde ele pode apresentar informação profissional e pessoal, adicionar imagens, artigos e notícias, selecione um projeto do local de sua preferência. Os usuários também podem fazer upload, publicar e vender partituras devido a uma função de armazenamento, que é integrado em cada site pessoal. Uploaders mantem o controle total de seus materiais e de direitos de autor, eles estabelecem os preços para as próprias músicas próprias e obras e pode acompanhar todo o processo de download pontuaçãode partituras e a taxa de pay-off. O dinheiro ganho pode ser recebido através de um dos quatro métodos de pagamento – PayPal, WebMoney, conta bancária ou cheque. Devido ao caráter internacional da plataforma é multilingue e suporta quatro línguas – Inglês, Alemão, Russo e Português.

## Comunidade de Músicos
MusicaNeo criou uma comunidade viva que hoje lembra a de um esquema de rede social. Seus membros interagem uns com os outros com a ajuda de ferramentas do site para troca de informações, comentários, notícias, experiência. Entre as oportunidades interativas você pode escolher compartilhar postagens do blog, publicar artigos e notas, receber feedback para composições de música, compartilhar o partes do conteúdo do site em redes sociais populares. Além disso, Comunidade inclui duas seções adicionais - Professores de música e concursos de música. Esses recursos permitem que os usuários estabeleçam cooperação criativa por postar ofertas de emprego / vagas / e postar chamadas para vários concursos de música que estão sendo realizadas atualmente em todo o mundo.

## Ìndice de Compositores Contemporâneos
O ICC (Índice de compositores contemporâneos) é uma parte do projeto MusicaNeo. É um diretório global online de compositores contemporâneos que atualmente conta com cerca de 15.000 entradas de compositores de todos os gêneros e estilos musicais em todo o mundo. Cada entrada contém informações básicas sobre um compositor, como dados biográficos, origem, data de nascimento nascimento e gênero/gêneros de música que ele / ela está trabalhando. Postagens são gratuitas e estão com curadoria de compositores próprios. CCI é um índice aberto e pode ser utilizado por todos. Usuários que queiram adicionar um novo compositor à lista pode preencher um formulário on-line.

## Coleção Ernst Levy
Em cooperação com o "Universitätsbibliothek Basel" (Biblioteca da Universidade de Basel, Suíça) e Frank Ezra Levy (um compositor reconhecido e violoncelista), MusicaNeo digitalizou as obras de seu pai - um prodígio do piano e inventivo compositor suíço Ernst Levy .
A coleção inteira - partituras originais e manuscritos - foi transferido para o formato digital e já está disponível para download no MusicaNeo. Há mais de 450 obras no catálogo.